# Квачатадзе, Заал
Заал Квачатадзе (груз. ზაალ კვაჭატაძემ; род. 17 августа 1990, Тбилиси) — грузинский боксёр, представитель средней и полусредней весовых категорий. Выступает за сборную Грузии по боксу начиная с 2006 года, дважды бронзовый призёр чемпионатов Европы, победитель и призёр многих турниров международного значения.

## Биография
Заал Квачатадзе родился 17 августа 1990 года в городе Тбилиси Грузинской ССР. Проходил подготовку под руководством тренера Давида Циклаури.
Первого серьёзного успеха на международном уровне добился в сезоне 2006 года, когда вошёл в состав грузинской национальной сборной и побывал на чемпионате мира среди кадетов в Стамбуле, откуда привёз награду серебряного достоинства, выигранную в зачёте наилегчайшей весовой категории — в решающем финальном поединке уступил россиянину Александру Волкову.
Впоследствии поднялся в полусредний вес. В 2010 году впервые одержал победу на взрослом чемпионате Грузии по боксу.
В 2011 году завоевал бронзовую медаль на чемпионате Европы в Анкаре, проиграв в полуфинале валлийцу Фреду Эвансу, и выступил на чемпионате мира в Баку, где уже на предварительном этапе был остановлен турком Ондером Шипалом. Помимо этого, стал бронзовым призёром Мемориала Нурмагамбетова в Алма-Ате, побывал на международных турнирах «Странджа» в Болгарии и «Великий шёлковый путь» в Азербайджане, боксировал на турнире Гагика Царукяна в Ереване, где на стадии четвертьфиналов потерпел поражение от титулованного казаха Серика Сапиева. Также начиная с этого времени регулярно принимал участие в матчевых встречах лиги World Series of Boxing, представляя американскую команду из Лос-Анджелеса.
Пытался пройти отбор на летние Олимпийские игры 2012 года в Лондоне, однако на европейской олимпийской квалификации в Трабзоне выступил неудачно, выбыв из борьбы за медали уже на предварительном этапе.
В 2013 году Квачатадзе вновь стал чемпионом Грузии в полулёгком весе, представлял страну на европейском первенстве в Минске и на мировом первенстве в Алма-Ате, но попасть на этих соревнованиях в число призёров не смог.
Был лучшим в зачёте грузинского национального первенства 2014 года. Одержал победу на Мемориале Феликса Штамма в Варшаве, стал вторым на Мемориале Ливенцева в Минске и третьим на Мемориале Странджи в Софии. Принимал участие в чемпионате Европейского союза в Софии.
В 2015 году перешёл в среднюю весовую категорию. Добавил в послужной список бронзовую награду, полученную на чемпионате Европы Самокове, где в полуфинале был побеждён россиянином Петром Хамуковым. Участвовал в чемпионате мира в Дохе, проиграв уже в 1/16 финала представителю Узбекистана Бектемиру Меликузиеву.
Рассматривался в качестве претендента на участие в Олимпийских играх 2016 года в Рио-де-Жанейро, однако на всемирной олимпийской квалификации в Баку сумел дойти только до 1/8 финала.
В 2017 году отметился выступлением на европейском первенстве в Харькове, но успеха здесь не добился, выбыв из борьбы за медали уже на предварительном этапе.